# Monsenhor Quixote
Monsenhor Quixote (Monsignor Quixote no original em inglês) é uma novela escrita por Graham Greene, e publicada em 1982. O livro faz uma reconstituição da novela espanhola Don Quixote de Miguel de Cervantes com várias cenas cômicas, mas também entra em discussão no que diz respeito à vida pós-ditadura, comunismo, e a fé católica.
Padre Quixote, um paroquial da pequena cidade de El Toboso, na região espanhola de La Mancha, acredita ser um descedente do personagem de mesmo nome de Cervantes e tenta se aproximar da vida dele, mesmo que as pessoas insistam-lhe que Dom Quixote é apenas um personagem fictício. Ele batiza seu Seat 600 de Rocinante, e a santa de sua devoção vira uma
Dulcinéia.
O padre vivia uma vida simples e tranqüila, a conversar com o prefeito comunista, a ouvir as críticas do bispo, a discutir com Teresa, sua velha empregada.  Um dia ele ajuda um bispo italiano aflito cujo carro enguiçara na estrada. Semanas depois, ele recebe o título de monsenhor do próprio Papa, surpreendendo seu bispo que desconfiava de seus atos. A partir daí sua vida toma outro rumo, com diversas aventuras e situações pouco comuns a um padre.

## Adaptações
Em 1985, Graham Greene e Christopher Neame adaptaram Monsenhor Quixote para um filme  estrelando Alec Guinness e Leo McKern.